# Ronny Rodelin
Sylvio Ronny Rodelin (Saint-Denis, Réunion, 1989. november 18. –) francia labdarúgó, a svájci Servette csatára.

## Pályafutása

### Fiatal évei
Rodelin a Rodez csapatában kezdte karrierjét. A 2007/2008 szezonban 23 mérkőzésen, 1 gólt szerzett.
2008 júliusában aláírt a Nantes-hez. 2010. január 28-án kölcsönben a Troyes csapatába igazolt a szezon végéig.
A 2010-11-es Ligue 2 szezonjában a Nantes színeiben 15 mérkőzésen 5 gólt jegyzett.

### Lille
2011. június 14-én négyéves szerződést írt alá  a Lille csapatával.

### Servette
2021. július 6-án két éves szerződést kötött a svájci Servette együttesével. A 2021. augusztus 22-ei, Luzern elleni ligamérkőzésén megszerezte első gólját a klub színeiben. 2021. szeptember 17-én, a Concordia ellen 4–1-re megnyert kupatalálkozón másodjára is betalált a hálóba.

## Fordítás
- Ez a szócikk részben vagy egészben  a   Ronny Rodelin című angol Wikipédia-szócikk fordításán alapul.  Az eredeti cikk szerkesztőit annak laptörténete sorolja fel. Ez a jelzés csupán a megfogalmazás eredetét és a szerzői jogokat jelzi, nem szolgál a cikkben szereplő információk forrásmegjelöléseként.